# Gloryhammer
I Gloryhammer sono una band power metal anglo-svizzera. Il fondatore Christopher Bowes, che riveste il ruolo di tastierista e principale compositore, è il cantante degli Alestorm. I dischi raccontano parti di una storia ambientata in epoche e luoghi diversi, i cui personaggi sono rappresentati dai membri della band tramite i loro pseudonimi e costumi anche durante i concerti.

## Storia
I Gloryhammer pubblicano il loro album di debutto Tales from the Kingdom of Fife per la Napalm Records nel marzo del 2013.
Il 25 settembre 2015 i Gloryhammer rilasciano il loro secondo album dal titolo Space 1992: Rise of the Chaos Wizards con il quale la band è entrata in classifica in diversi paesi, seguito da tour con band del calibro di Stratovarius, Blind Guardian e HammerFall.
Il 16 maggio 2017 i Gloryhammer vengono nominati come miglior gruppo musicale nella categoria "Up & Coming" nei Metal Hammer Awards 2017 dall'edizione tedesca del magazine musicale Metal Hammer. Nel 2018, la band viene nominata ancora nella stessa categoria.
Nel settembre 2018 sono in tour in Nord America, per la prima volta, con gli Alestorm, suonando in 19 concerti tra USA e Canada.
Il 30 gennaio 2019 sulla loro pagina ufficiale di Facebook annunciano l'uscita del loro nuovo album Legends from Beyond the Galactic Terrorvortex, che vedrà la luce il 31 maggio 2019. Dopo l'uscita dell'album, nel giugno 2019, la band parte per un tour, questa volta da headliner, in Nord America con gli Æther Realm come supporto.
Il 22 agosto 2021 annunciano che Thomas Winkler non fa più parte della band. Winkler ha risposto, affermando di essere stato licenziato tramite un'e-mail che citava, come motivazioni, disaccordi su questioni commerciali e organizzative. A dicembre, Sozos Michael è stato presentato come nuovo cantante della band. Hanno pubblicato il loro primo singolo con Michael come cantante, intitolato "Fly Away," il 28 Aprile 2022.
Il 4 luglio 2022, Winkler presenta la sua nuova band Angus McSix, che continua la storia del suo personaggio precedente Angus McFife XIII.

## Formazione[10]
- Thomas Winkler (Angus McFife/Angus McFife XIII): voce (2010-2021)
- Sozos Michael (Angus McFife II/Angus McFife V): voce (2021-presente)
- Paul Templing (Ser Proletius): chitarra e cori (2010-presente)
- Christopher Bowes (Zargothrax): tastiere e cori (2010-presente)
- James Cartwright (The Hootsman): basso e cori (2010-presente)
- Ben Turk (Ralathor): batteria (2010-presente)

## Discografia
- 2013 - Tales from the Kingdom of Fife
- 2015 - Space 1992: Rise of the Chaos Wizards
- 2019 - Legends from Beyond the Galactic Terrorvortex
- 2023 - Return to the Kingdom of Fife